# Nichirei International Championships 1995
Nichirei International Championships 1995 — жіночий тенісний турнір, що проходив на відкритих кортах з твердим покриттям Ariake Coliseum у Токіо (Японія). Належав до турнірів 2-ї категорії в рамках Туру WTA 1995. Відбувся вшосте і тривав з 19 до 24 вересня 1995 року. Друга сіяна Марі П'єрс здобула титул в одиночному розряді.

## Фінальна частина

### Одиночний розряд
Марі П'єрс —  Аранча Санчес Вікаріо 6–3, 6–3
- Для П'єрс це був 2-й титул в одиночному розряді за рік і 7-й — за кар'єру.

### Парний розряд
Ліндсі Девенпорт /  Мері Джо Фернандес —  Аманда Кетцер /  Лінда Вілд 6–3, 6–2